# STS-123
STS-123 fue una misión de la NASA con el transbordador espacial Endeavour, dando continuidad a la construcción de la Estación Espacial Internacional, siendo la 25ª misión destinada a la EEI, y la 122ª del programa del transbordador espacial, siendo también denominada como misión 1J/A para el montaje de la EEI.
La fecha original prevista para su lanzamiento era la del 14 de febrero de 2008, aunque debido a los continuos retrasos de la misión STS-122, el lanzamiento se produjo el 11 de marzo de 2008. Retornó a la Tierra el 26 de marzo de 2008.
Los principales objetivos de la STS-123 eran: acoplar el primero de los módulos del Laboratorio japonés Kibo y ampliar el brazo robótico de la EEI (Canadarm 2) con la instalación del Special Purpose Dexterous Manipulator (SPDM).

## Tripulación
- Dominic Gorie (4) - Comandante
- Gregory H. Johnson (1) - Piloto
- Robert L. Behnken (1) - Especialista de la Misión 1
- Michael Foreman (1) - Especialista de la Misión 2
- Richard M. Linnehan (4) - Especialista de la Misión 3
- Takao Doi (2) - Especialista de la Misión 4 -  Japón (JAXA)

Llevado a la ISS Expedición 16
- Garrett Reisman (2) - Ingeniero de vuelo

Traído de la ISS Expedición 16
- Léopold Eyharts (2) - Ingeniero de vuelo -  Francia (ESA)

Entre paréntesis número de vuelos de cada uno antes de esta misión.